# Подвезица
Подвезица или халтер је део женског доњег веша, најчешће служи за причвршћивање чарапе.
Ширина подвезица је отприлике 2 до 3 цм, направљена је од коже или јаке тканине. Најраспрострањенија је била у 19. и током 20. века. Углавном се подвезица носи како би се спречило да чарапе спадну са ногу, а у савремено доба и као модни детаљ. Функционални значај подвезице је полако враменом нестајао, али неке жене и даље да их носе углавном из естетских разлога или због сексуалне привлачности (са халтерима и слично).
Традиција ношења подвезица потиче из 14. века, из Европе. Тада се сматрало да младина одећа доноси срећу, па је у неким земљама био обичај да цепају комадиће венчанице после церемоније.
Касније, обичај се мало променио, па је млада сама скидала неке делове одеће и бацала га гостима. У то време, младе су своје чарапе причвршћивале подвезицама, које су биле од дебеле тканине и носиле су се чврсто око бутина или испод колена. Такође, сматрало се да подвезица представља невиност младе и да скидањем исте младожења узима млади њену чистоту.